# Shansitherium
Shansitherium — викопний рід поверхнево схожих на лося або антилопу жирафів пізнього міоцену в провінції Шаньсі, Китай. Вони тісно пов'язані з родом Samotherium.

## Види

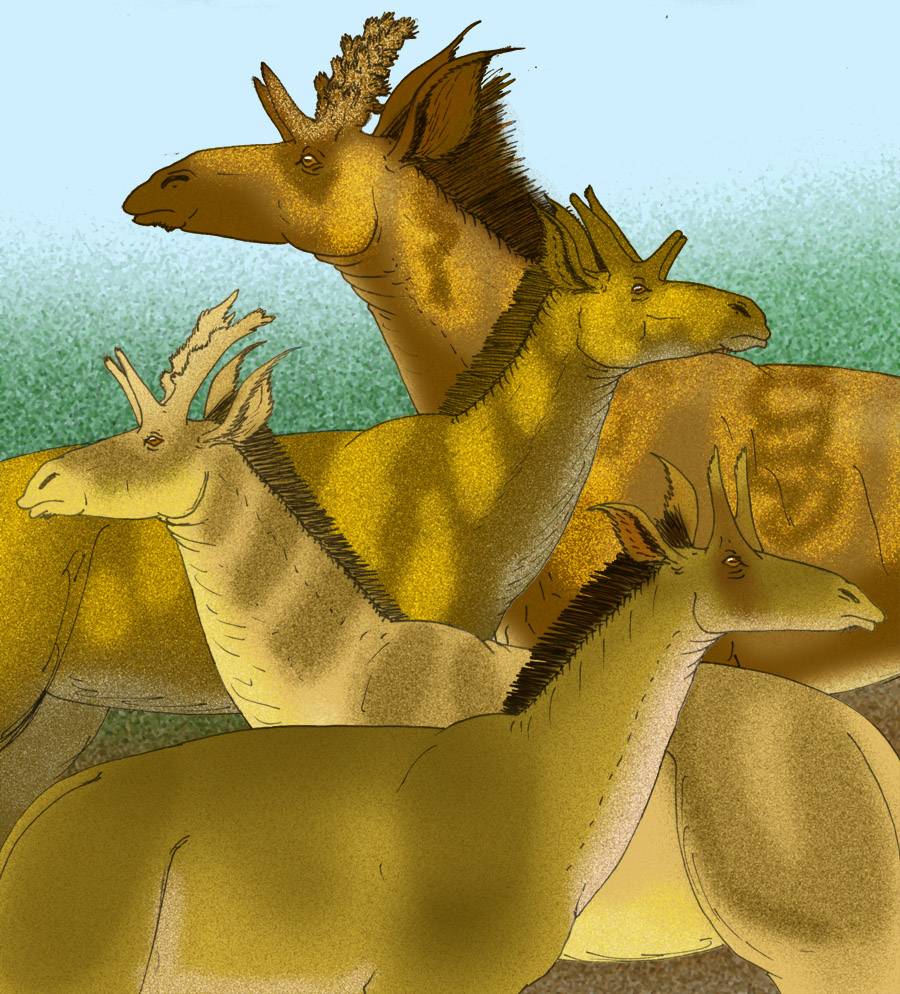

Рід складається з таких видів:
- Shansitherium fuguensis
- Shansitherium tafeli[2]
- Shansitherium quadricornis[1]